# 龍運巴士S65線
龍運巴士S65線是香港一條已停辦的機場循環巴士路線。由滿東邨開出，途經東涌市中心及國泰城，只於每日早上繁忙時間及下午提供服務。

## 歷史
本路線於《2019-2020年度離島區巴士路線計劃》獲建議開辦，以取代早前延長S64線至滿東邨的建議，收費為$4.7（東涌回程不設分段），並提供全日服務。此線原擬於2019年尾投入服務，最終延至2020年6月30日才投入服務；與計劃書不同的是，此路線最終收費為$3.8，亦只於上午繁忙時間及下午提供服務。當時巴士公司宣傳此路線往返滿東邨、東涌市中心和香港國際機場分別只須約13分鐘和10分鐘。
2022年12月11日，本路線因客量嚴重不足而取消服務；據統計報告顯示，在取消前每日最高峰客量只有約31%。本線取消後，由S64X線延長至滿東邨取代。

## 停辦前服務時間及班次
| 東涌（滿東邨）開 | 東涌（滿東邨）開        | 東涌（滿東邨）開 | 東涌（滿東邨）開 |
| 日期             | 服務時間                | 班次（分鐘）     | 經／不經松仁路   |
| ---------------- | ----------------------- | ---------------- | ---------------- |
| 星期一至六       | 05:18-08:38             | 20               | 不經             |
| 星期一至六       | 08:38-13:00期間不設服務 |                  |                  |
| 星期一至六       | 13:00-19:00             | 30               | 經               |
| 星期日及公眾假期 | 05:18-07:58             | 20               | 不經             |
| 星期日及公眾假期 | 07:58-13:00期間不設服務 |                  |                  |
| 星期日及公眾假期 | 13:00-19:00             | 30               | 經               |

## 收費
- 全程：$3.8

| - 本線設有12歲以下小童及65歲或以上長者半價優惠。 - 65歲或以上香港居民使用「樂悠咭」，以及12歲以下合資格殘疾兒童使用「殘疾人士身份」個人八達通繳付車資，均可享有每程$2.0或半價（以較低者為準）的票價優惠；12至64歲合資格殘疾人士使用「殘疾人士身份」個人八達通（包括「樂悠咭」），以及60至64歲香港居民使用「樂悠咭」繳付車資，均可享有每程$2.0或全費（以較低者為準）的票價優惠。 - 65歲或以上長者如使用長者或一般個人八達通繳付車資，則只可享有半價優惠；12至64歲合資格殘疾人士如不使用「殘疾人士身份」個人八達通，以及60至64歲人士如不使用「樂悠咭」繳付車資，必須繳付全費。 - 乘客可以現金或八達通於上車時付款，不設找續。 - 每位成人乘客可免費攜帶最多兩名4歲以下而不佔座位的兒童乘客乘車，超額之4歲以下小童必須繳付小童車費乘車。 - 持有「九巴月票」之乘客在車票有效期內，每日可享最多10程任何九龍巴士及龍運巴士路線（包括本路線，以及聯營路線的九龍巴士／龍運巴士提供的班次；惟乘搭機場「A」及「NA」線則可享原價二七折優惠（不會計算每天10次合資格車程））；而B1線則每日可享最多各2程（不會計算每天10次合資格車程）。 - 九龍巴士、城巴、龍運巴士及陽光巴士全職員工及家屬（不包括外判職員）可免費乘搭本路線，惟必須拍職員或職員家屬八達通。 - 乘客亦可透過多元化電子支付系統（e度嘟）繳付車資，包括使用非接觸式VISA卡、JCB卡、萬事達卡、銀聯卡、美國運通、大來國際、Discover Card、Apple Pay、Google Pay、Samsung Pay、AlipayHK「易乘碼」、支付寶、WeChatHK／微信支付「搭車碼」、銀聯雲閃付「乘車碼」及BOC Pay「乘車碼」。乘客使用此付款方式，使用此支付方式的乘客可享有中途下車之分段收費，以及與其他九巴／龍運獨營路線或聯營線九巴／龍運班次之轉乘優惠，惟不適用於與非九巴／龍運路線之轉乘優惠，亦不能享有「公共交通費用補貼計劃」及「長者及合資格殘疾人士公共交通票價優惠計劃」。 - 此路線接受接受以非接觸式Visa、萬事達卡、銀聯卡、Apple Pay、Google Pay、Samsung Pay、AlipayHK「易乘碼」及銀聯雲閃付「乘車碼」繳付車資。使用此等付款方式將只可享有其他同樣接受此付款方式的路線的轉乘優惠，亦不能受惠於劃一$2票價優惠及公共交通費用補貼計劃。 |

## 用車
此路線停辦前由R8、S1及S64線抽調用車。

## 行車路線
- 途經：裕東路（西行）、掉頭、裕東路（東行）、松仁路（西行）、掉頭、松仁路（東行）、裕東路、順東路、赤鱲角南路、觀景路、觀景路巴士站專用迴旋路、觀景路、駿運路交匯處、觀景路、東岸路、機場路、暢連路、暢達路、機場北交匯處、機場路、機場南交匯處、機場路、東岸路、觀景路、駿運路交匯處、觀景路、赤鱲角南路、順東路、裕東路、松仁路（西行）、掉頭、松仁路（東行）及裕東路。

帶底線路段只適用於下午班次，有關路段上午服務由S64X線提供

### 沿線車站

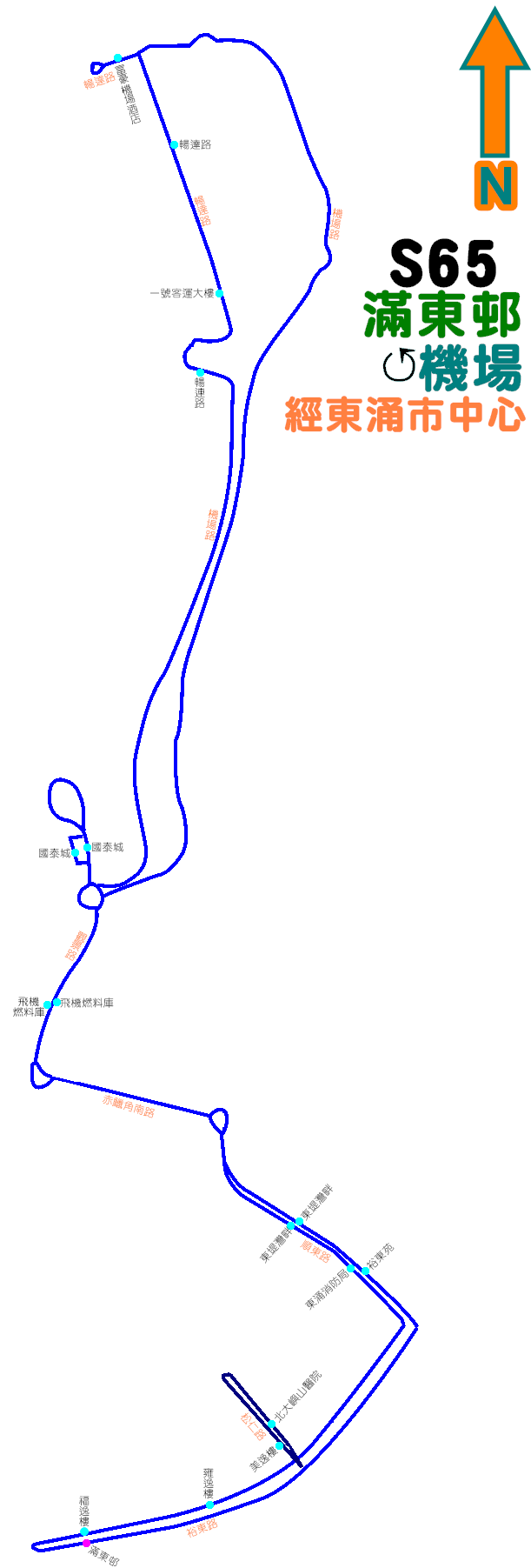
S65線的走線圖

| 滿東邨開   | 滿東邨開     | 滿東邨開 |
| 序號       | 車站名稱     | 位置     |
| ---------- | ------------ | -------- |
| 1          | 滿東邨       | 裕東路   |
| 2          | 逸東邨福逸樓 | 裕東路   |
| 3          | 逸東邨雍逸樓 | 裕東路   |
| 4#         | 北大嶼山醫院 | 松仁路   |
| 5          | 東涌消防局   | 順東路   |
| 6          | 東堤灣畔     | 順東路   |
| 赤鱲角南路 |              |          |
| 7          | 飛機燃料庫   | 觀景路   |
| 8          | 國泰城       | 駿明路   |
| 9          | 國泰城       | 觀景路   |
| 機場路     |              |          |
| 10         | 二號檢查閘   | 暢連路   |
| 11         | 一號客運大樓 | 暢達路   |
| 12         | 暢達路       | 暢達路   |
| 13         | 富豪機場酒店 | 暢達路   |
| 機場路     |              |          |
| 14         | 國泰城       | 觀景路   |
| 15         | 飛機燃料庫   | 觀景路   |
| 赤鱲角南路 |              |          |
| 16         | 東堤灣畔     | 順東路   |
| 17         | 裕東苑       | 順東路   |
| 18#        | 逸東邨美逸樓 | 松仁路   |
| 19         | 滿東邨       | 裕東路   |

- 有 # 號之車站只適用於下午班次